# Arborillus
Arborillus är ett släkte av svampar. Arborillus ingår i divisionen sporsäcksvampar och riket svampar.